# Ейзенштейн Сергій Михайлович
Сергі́й Миха́йлович Ейзенште́йн (10 (22) січня 1898, Рига, Ліфляндська губернія Російської імперія, тепер Латвія — 11 лютого 1948, Москва, СРСР) — радянський режисер, сценарист, теоретик кіно і педагог.

## Життєпис
Народжений наприкінці XIX століття Ейзенштейн прожив яскраве творче життя на зламі епох та культур. Відтак довколишні катаклізми залишили помітний слід в біографії та творчості митця.

### Родина й дитинство
Народився 10 (22) січня 1898 року в родині інженера та архітектора, з 1917 року дійсного статського радника Михайла Осиповича Ейзенштейна (1867—1921) і Юлії Іванівни Ейзенштейн (до шлюбу Конецька). Батько Сергія одружився ще в Петербурзі. Його обраницею стала Юлія Іванівна Конецька, приваблива донька заможного столичного купця. Ділова сторона життя чиновника — благополучна, а вдома — бурхливі скандали. 1909 року батьки розлучаються, і хлопчик залишається жити з батьком.
Сергій отримав хороше виховання, з дитинства вивчав три іноземні мови. Після закінчення початкових класів батько відправив сина до Ризького реального училища, в якому він також успішно опановував науки та мови.

### Навчання й ранні роки
Закінчив Ризьке реальне училище, навчався в Петроградському інституті цивільних інженерів. Навесні 1918 року вступає добровольцем до Червоної армії. 1920 року його направляють до Академії Генерального штабу, де він навчається на східному відділенні (японська мова). Ейзенштейн вступає вчитись на художника у Перший робочий театр Пролеткульта. У 1921—1922 роках навчався у Державних вищих режисерських майстернях (ДВРМ) під керівництвом Всеволода Меєргольда. Був режисером театру Пролеткульта («Мексиканец», «Слышишь, Москва», «Противогазы», «Мудрец»), викладав різні дисципліни. Ейзенштейн тісно співпрацює з групою Володимира Маяковського, у його журналі «ЛЕФ» 1923 року публікує свій творчий маніфест «Монтаж атракціонів».

### Перші кіноспроби
1924 року Ейзенштейн знімає повнометражний фільм «Стачка» (Страйк), який отримує срібну медаль 1925 року на Міжнародній виставці сучасних декоративних і промислових мистецтв у Парижі.

Комісія Президії ЦВК СРСР доручає Ейзенштейну постановку епопеї «1905 рік» про події 1905—1907 років. У зв'язку зі стислими термінами Ейзенштейн скорочує задум до епізоду повстання моряків на броненосці «Князь Потьомкін Таврійський». Коли через два десятиліття після подій Ейзенштейн знімав фільм в Одесі, він сконцентрував на Потьомкінських сходах те, що відбувалося в різних частинах міста. Хоч картина не зовсім конкретно відображає історичні факти, Ейзенштейн створив узагальнену картину тупого насильства і безнадійного людського відчаю. Ось як переказував цю сцену письменник літературознавець Віктор Шкловський (переклад з російської): 
|  | Дитина зовсім маленька, років восьми. Її доля на сходах така: вона з матір'ю вдивлялася в далекий броненосець, і раптом прийшли солдати-карателі, побігли люди, люди почали ховатися за каменями уступів, бігти по сходинках. |

Картину показали 24 грудня 1925 року в Большому театрі на урочистому засіданні на честь 20-річчя революції 1905 року. У 1952 році у списку десяти найкращих фільмів усіх часів і народів, складеному 58 кінорежисерами Європи й Америки за пропозицією Бельгійської синематеки «Броненосець „Потьомкін“» посів перше місце.

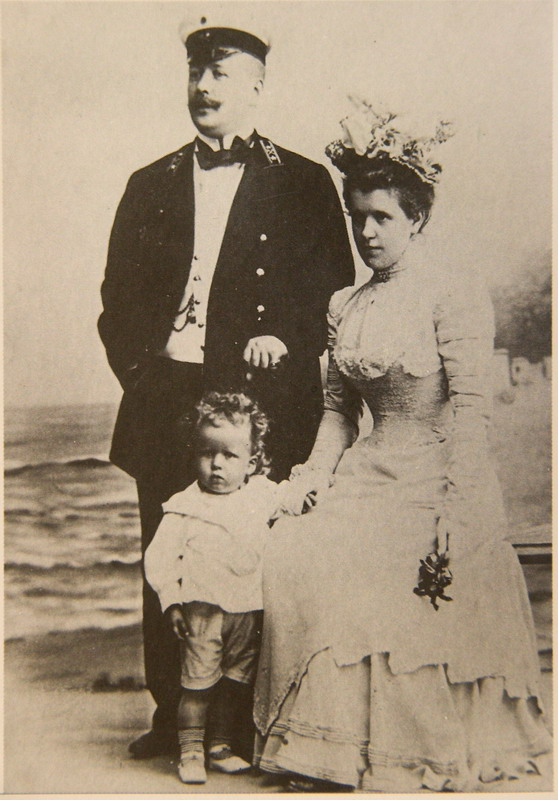
Дитяче фото Сергія з батьками

### За кордоном
1929 року Ейзенштейн відправляється у відрядження за кордон з метою вивчення західного досвіду. Він виступав на берлінському радіо, читав лекції в Гамбурзі, Берліні, Лондоні та Кембриджському університеті, Антверпені, Амстердамі, зробив доповідь «Інтелектуальне кіно» в Брюссельському університеті.
1930-го укладає контракт з кінокомпанією Paramount Pictures на екранізацію роману Теодора Драйзера «Американська трагедія». Разом з Айвором Монтеґ'ю та Григорієм Александровим за сприяння Драйзера починає роботу над сценарієм. Через місяць Paramount відмовляється від його сценарію.
За допомогою письменника Ептона Сінклера Ейзенштейн приступає до зйомок фільму «Хай живе Мексика!». Однак після того, як було відзнято 75 тисяч метрів плівки, Сталін надіслав йому телеграму з пропозицією повернутися до СРСР. Фільм лишився незакінченим, а зі знятого матеріалу іншими режисерами пізніше було змонтовано фільми «Буря над Мексикою» і «Час під сонцем», які сильно відрізнялися від початкової задумки фільму.

### Знову в СРСР
Після повернення 1932 року Ейзенштейн зайнявся науковою та педагогічною діяльністю, став завідувачем кафедри режисури Державного інституту кінематографії, 1935 року йому надано звання заслуженого діяча мистецтв РРФСР. Ейзенштейн пише статті, складає проект програми з теорії та практики режисури, на основі прочитаних лекцій починає писати книгу «Режисура».
Навесні 1935 року Ейзенштейн почав працювати над сценарієм Олександра Ржешевського «Бежін луг» про Павліка Морозова. Однак 1937 року з ідеологічних міркувань наказом «Головного управління кінематографії» робота була припинена. Внаслідок репресивних заходів режисер був відлучений від викладацької діяльності (відновлений після зйомок фільму «Олександр Невський»).
1938 року Ейзенштейн написав сценарій історико-патріотичного фільму «Олександр Невський». За фільм Ейзенштейна нагороджено орденом Леніна, присвоєно вчений ступінь доктора мистецтвознавства (без захисту дисертації) і відзначено Сталінською премією.
У 1941—1946 роках знімав фільм «Іван Грозний». Зйомки почалися у Москві, а потім, після евакуації студії «Мосфільм» 1942 року, були продовжені в Алма-Аті. Головну роль зіграв Микола Черкасов. Картина вийшла на екрани на початку 1945 року. За першу серію він здобув Сталінську премію, друга серія була заборонена і вийшла лише 1958-го; зйомки третьої були припинені. У роки війни брав участь у діяльності Єврейського антифашистського комітету.
Професор ВДІКу, автор фундаментальних робіт з теорії кіно.
Помер від інфаркту в ніч з 10 на 11 лютого 1948 року, коли працював над статтею «Кольорове кіно». Передостанній інфаркт стався з ним під час танцю на вечорі з кіноактрисою Вірою Марецькою.

## Особисте життя

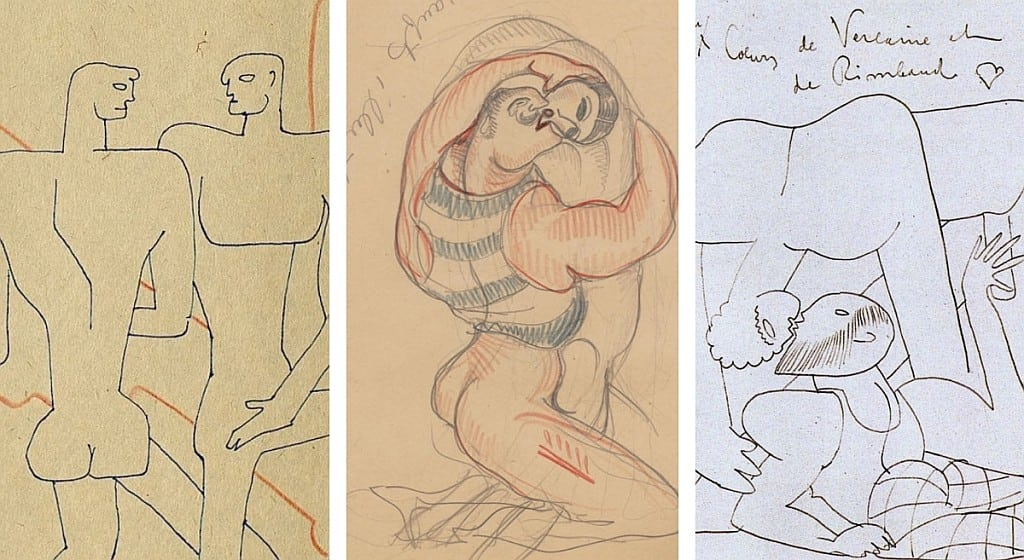
Гомоеротичні замальовки Ейзенштейна

Згідно з документальним фільмом про Сергія, за твердженням переважної більшості професійного оточення режисера він був геєм, що викликало суттєвий резонанс й заперечення у Росії, що втім, у подальшому навіть у Росії спричинило дискусії, де заявлялося, що він був чи то асексуалом, що, втім, опосередковано підтверджується лише єдиним його висловом, зазначеним у мемуарах Марі Сетон, чи то прихованим, геєм оскільки у СРСР подібна сексуальна орієнтація не лише стигматизувалася (позиціонувалася як збочення), а й, починаючи з 1934 року, переслідувалася як кримінальний злочин.
|                       | Многие говорят, что я — гомосексуалист. Я никогда им не был, и я бы вам сказал, если бы это было правдой. Я никогда не испытывал подобного желания, даже по отношению к Грише, несмотря на то, что у меня есть некоторая бисексуальная тенденция, как у Бальзака и Золя, в интеллектуальной области |
| — мемуари Марі Сетон. | |

Проте твердження щодо сексуальної орієнтації Ейзенштейна підтверджувалося за іншими ознаками, аніж пряма мова. Наприклад, Саймон Карлинський — науковець, що вивчав російський гомосексуалізм, стверджував:
|  | Эйзенштейн, вероятно, быстро разобрался в гомофобии российского и международного коммунистического движения — например, в разговоре с советским критиком Сергеем Третьяковым он заявил, что если бы это не было на пользу Марксу, Ленину и Фрейду, он закончил бы как «еще один Оскар Уайльд». Но он мог отдаваться своим гомосексуальным желаниям во время поездок в Берлин и Париж и — даже в еще большей степени — во время своего пребывания в Мексике на киносъемках в 1930—1932 гг., где он стал открытым гомосексуалистом и из-за этого чуть было не возник международный скандал. Советское правительство вынудило его вернуться в Москву, шантажируя угрозами раскрыть его частную жизнь. До того, как ему разрешили сделать еще один фильм, он должен был принять советское лечебное средство — жениться. |

Зі своєю дружиною Ейзенштейн не мав інтиму. Можливо, мав почуття до свого близького друга режисера Григорія Александрова. У 1930-і роки Ейзенштейн, живучи в Берліні, відвідував нічні клуби для гомосексуального сівтовариства.

### Дружина
Дружина Ейзенштейна — журналістка Пера Моісеївна Фогельман (літературний псевдонім Пера Аташева, 1900—1965). Вперше вони познайомилися на початку 30-х років (орієнтовно 1934-го). Але лише наприкінці життя митець офіційно оформив шлюб. Вона і стала його законною вдовою, так і не побувши справжньою дружиною. Натомість Пера стала одним із укладачів посмертного зібрання творів Ейзенштейна, всіх шести томів, виданих з 1964 по 1971 роки (вона була хранителькою його архіву). Серед іншого, нею був складений альбом фільмів «Радянське кіномистецтво, 1919—1939» (М.: «Госкиноиздат», 1940).

## Творчі набутки
Творчий доробок Ейзенштейна складається з вистав, режисерських кіноробіт, сценаріїв до фільмів, посібників у кіномистецтві.

### Фільмографія
Фільми Ейзенштейна стали визначальним творінням автора, завдяки яким він став всесвітньо відомим.

#### Режисерські роботи
1. 1923 — Щоденник Глумова / Дневник Глумова
2. 1924 — Страйк («Чортове гніздо», «Історія страйку») / Стачка («Чертово гнездо», «История стачки»)
3. 1925 — Броненосець «Потьомкін» («1905 рік») / Броненосец «Потемкин»(«1905 год»)
4. 1927 — Жовтень / Октябрь (назва задуму: Десять днів, що приголомшили світ / Десять дней, которые потрясли мир)
5. 1929 — Старе і нове («Генеральна лінія») /Старое и новое («Генеральная линия»)
6. 1930 — Сентиментальний романс / Le Romance sentimentale
7. 1931 — документальний фільм про Мексику «Землетрус в Оахаке»
8. 1931 — незакінчений фільм «Хай живе Мексика!» / ¡Qué viva México!
9. 1935—1937 — Бежин луг (знищена картина, відновлена як фотофільм Н. І. Клейманом і С. Юткевичем)
10. 1938 — Олександр Невський
11. 1938 — Камасутра XX століття
12. 1944 — Іван Грозний (1-а серія)/ Иван Грозный (1-ая серия)
13. 1945 — Іван Грозний (2-а серія, розповідь друга — «Боярська змова»)/ Иван Грозный (2-ая серия, расказ второй — «Боярский заговор»)
14. 1946 — Іван Грозний (незавершена 3-я серія)/ Иван Грозный (незавершенная 3-ая серия)

#### Сценарні роботи
1. 1924 — Страйк («Чортове гніздо», «Історія страйку») / Стачка («Чертово гнездо», «История стачки»)
2. 1927 — Жовтень / Октябрь (назва задуму: Десять днів, що приголомшили світ / Десять дней, которые потрясли мир)
3. 1929 — Старе і нове («Генеральна лінія») /Старое и новое («Генеральная линия»)
4. 1935—1937 — Бежин луг
5. 1938 — Олександр Невський
6. 1944 — Іван Грозний (1-а серія)/ Иван Грозный (1-ая серия)
7. 1945 — Іван Грозний (2-а серія, розповідь друга — «Боярська змова»)/ Иван Грозный (2-ая серия, расказ второй — «Боярский заговор»)
8. 1946 — Іван Грозний (незавершена 3-я серія)/ Иван Грозный (незавершонная 3-ая серия)

#### Твори (російською)
- Эйзенштейн С. Монтаж аттракционов: К постановке «На всякого мудреца довольно простоты» А. Н. Островского в московском Пролеткульте // Леф. 1923. № 3. С. 70—75.
- Эйзенштейн С. Два черепа Александра Македонского // Новый зритель. 1926. № 35. С. 10.
- Эйзенштейн С., Пудовкин Вс., Александров Г. Будущее звукового фильма: Заявка // Жизнь искусства. 1928. № 32. То же: Советский экран. 1928.
- Эйзенштейн С. Нежданный стык // Жизнь искусства. 1926. № 34.
- Эйзенштейн С. М. Иван Грозный [Кіносценарій]. М.: Госкиноиздат, 1944. — 192 с.
- Эйзенштейн С. М. Как я стал режиссером. Рига: Госкиноиздат, 1946. — 340 с.: фотоилл.
- Эйзенштейн С. М. Избранные статьи. М.: Искусство, 1956. — 456 с.
- Эйзенштейн С. М. Динамический квадрат: Предложения в пользу новых пропорций экрана, выдвинутые в связи с вопросом о практической реализации «широкого» фильма // Вопросы киноискусства. М.: АН СССР, 1960. Выпуск 4. — 424 с.
- Эйзенштейн \ Eisenstein. Рисунки / Dessins / Drawings. М.: Искусство, 1961. — 226 с.
- Эйзенштейн С. М. Избранные произведения. В 6-и томах. М.: Искусство, 1964—1971.
- Эйзенштейн С. Немчинов пост [: воспоминания о К.Малевиче] / Публ. И.Вакар // Новые рубежи: Одинцово, Московской обл. 1988. 28 января. № 12-13 (11051-11052)
- Эйзенштейн С. Чет — Нечет / Публ. Н.Клеймана // Восток — Запад. Исследования. Переводы. Публикации. М.: Наука, 1988. Вып.3. С.234—278.
- То же в сб.: Великий и загадочный И-цзин [: антология]. Челябинск: Аркаим, 2004. С.401—412 (Серия «Антология тысячелетий») — ISBN 5-8029-0509-3
- Эйзенштейн С., Александров Г. Базар похоти: Сценарий на 9 частей Тараса Немчинова [: трагикомедия о прифронтовом доме терпимости в эпоху первой мировой войны, 1925] // НЛО. 1993 № 4. C. 5—19.
- Эйзенштейн С. Монтаж: Монтаж аттракционов; За кадром; Четвёртое измерените в кино; Монтаж 1938; Вертикальный монтаж; Вкладыш [: учебное издание] / Предисловие Р.Юренева. М.: ВГИК, 1998. — 193 с. — ISBN 5-87149-038-7
- Эйзенштейн С. Мемуары / Составление, предисловие, комментарии Н. И. Клеймана. М.: Труд; Музей кино, 1997. Том 1. Wie sag' ich's meinem Kinde? — 432 с. («Живая классика») — ISBN 5-88244-009-2
- Эйзенштейн С. Мемуары. М.: Труд; Музей кино, 1997. Т.2: Автобиография; Обезьянья логика; Истинные пути изобретания; Профили. — 544 с. («Живая классика») — ISBN 5-88244-010-6
- Эйзенштейн С. Монтаж. М.: Эйзенштейн-центр; Музей кино, 2000. — 592 с. — ISBN 0235-8212
- Эйзенштейн С. Метод. Том 1: Grundproblem. М.: Эйзенштейн-центр; Музей кино, 2002. — 495 с. — ISBN 0235-8212
- Эйзенштейн С. Метод. Том 2: Тайны мастеров. М.: Эйзенштейн-центр; Музей кино, 2002. — 688 с. — ISBN 5-901631-02-1
- Эйзенштейн С. Неравнодушная природа. Том 1: Чувство кино. М.: Эйзенштейн-центр, Музей кино, 2004. — 687 с — ISBN 5-901631-09-9
- Эйзенштейн С. Неравнодушная природа. Том 2: О строении вещей / Сост. Н.Клеймана. М.: Эйзенштейн-центр; Музей кино, 2006. — 624 с — ISBN 5-901631-12-9
- Эйзенштейн С. Психологические вопросы искусства [сб. статей] / Сост., ред., вступит. ст. Е.Басина. М.: Смысл, 2002. — 336 с — ISBN 5-89357-114-2

## Нагороди і премії
- Сталінська премія першого ступеня (1941) — за фільм «Олександр Невський» (1938)
- Сталінська премія першого ступеня (1946) — за першу серію фільму «Іван Грозний» (1944)
- заслужений діяч мистецтв РРФСР (1935)
- орден Леніна (1939) — за фільм «Олександр Невський» (1938)
- Орден «Знак Пошани»

## Вшанування пам'яті
- 28 квітня 2016 — в рамках виконання Закону України щодо декомунізації, в Одесі, де режисер зняв свій знаменитий «Броненосець „Потьомкін“», було увічнено пам'ять Ейзенштейна і його ім'ям було названо колишній Другий Колгоспний провулок.[9]
- 1998 — Банком Росії, на честь століття з дня народження Ейзенштейна були випущені дві пам'ятні монети з портретом режисера.[10][11]
- У московському Музеї Кіно є окремий відділ, «Науково-меморіальний кабінет-музей Ейзенштейна», в якому зберігаються особисті речі, рукописи, малюнки, документи і фотографії Сергія, що були передані музею його дружиною. Також там знаходиться особиста бібліотека Ейзенштейна — близько 4000 томів чотирма мовами.
- Одна з вулиць Донецька названа на честь Ейзенштейна[12]

## Ейзенштейн у масовій культурі
Вплив Ейзенштейна на масову культуру відчувався як в роки його життя, так й по його смерті. Критичні чи схвальні відгуки на його творчість ставали рушієм в тодішньому молодому радянському кінематографі, а відтак і в масовій культурі тих часів. Дослідження та копіювання його творчості, уже по смерті митця, відображалися як в кіно так і в літературі.

### Книги про Ейзенштейна
Книжок та дописів про Сергія Ейзенштейна безліч, та помітимо знакові для масової культури:
- Аксьонов І. А. «Сергей Эйзенштейн. Портрет художника» / Заг. ред., післямова і коммент. Н. І. Клеймана. — М.: «Кіноцентр», 1991. — 128 с. — рецензія
- Барт Р. «Третий смысл. Исследовательские заметки о нескольких фотограммах Эйзенштейна. Строение фильма (сборник статей)» / К.Разлогова. — М.: «Радуга», 1984.
- Барт Р., Брехт, С. «Эйзенштейн. Как всегда — об авангарде» / Вступ. ст., сост., пер. и коммент. С.Ісаева. — М.: ГІТІС, 1992. — ISBN 5-85717-009-5.
- Іванов Вячеслав. «Эйзенштейн и культуры Японии и Китая». // Схід — Захід. Дослідження. Перекладі. Публикації. — 3. — М.: «Наука», 1988. — С. 279—290.
- Домінік Фернандес. «Эйзенштейн». — Санкт-Петербург: ІНАПРЕСС, 1996. — 208 с. — ISBN 5-87135-011-9.
- Іванов Вячеслав. «Неизвестный Эйзенштейн — художник и проблемы авангарда. Озорные рисунки Эйзенштейна и „главная проблема“ его искусства» / Іванов Вячесдав. «Избранные труды по семиотике и истории культуры». — М.: «Языки русской культуры», 1998. — Т. 1. Знакові системи. Кіно. Поетика. — С. 141—378. — ISBN 5-7859-0073-4.
- Забродин В. «Эйзенштейн: попытка театра: Статьи и публикации». — М.: «Эйзенштейн-центр», 2005. — 344 с. — ISBN 5-901631-15-3.
- Забродин В. «Эйзенштейн о Мейерхольде: 1919—1948». — М.: «Новое издательство», 2005. — 352 с. — ISBN 5-98379-022-6.
- Фрейлих С. І. «Теория кино: От Эйзенштейна до Тарковского». — М.: Академичний проект; Фонд «Мир», 2008. — С. 512. — ISBN 978-5-902358-03-9,.
- Шкловский В. Б. «Эйзенштейн». — М.: «Искусство», 1976. — С. 296.
- «Сергей Эйзенштейн: Конфликт» (передмова. К. М. Ф. Платта) // Формальний метод: Антологія російсбккого модернізму / скл. С. Ушакін. — Москва ; Єкатеринбург: «Кабинетный ученый», 2016. — Т. 1. — С. 315—492. — 956 с. — ISBN 978-5-7525-2995-5.
- Булгакова Ольга. «Судьба броненосца: Биография Сергея Эйзенштейна» / Оксана Булгакова ; (пер. з англ. А. Скідана, під ред. Я. Левченко]. — СПб. : «Издательство Европейского университета в Санкт-Петербурге», 2017. — 392 c. ISBN 978-5-94380-100-6

### Художні фільми про Ейзенштейна
- 1989 — «Pissoir» (Канада). В ролі Ейзенштейна — Пауль Беттіс (Paul Bettis);
- 1991 — «І повертається вітер…» (в оригіналі — «И возвращается ветер…»). В ролі Ейзенштейна — Владимир Валов;
- 1996 — «Повернення „Броненосця“» (в оригіналі — «Возвращение „Броненосца“»);
- 1996 — «Potemkin: The Runner's Cut» (Англія). В ролі Ейзенштейна — Чарльз Денс (Charles Dance);
- 1998 — «"Histeria!"». Серія «Russian Revolution». В ролі Ейзенштейна — Пауль Раґ (Paul Rugg);
- 2000 — «Eisenstein» (Канада-Німеччина). В ролі Ейзенштейна — Саймон МакБарні (Simon McBurney);
- 2012 — «El efecto K. El montador de Stalin» (Іспанія). В ролі Ейзенштейна — Ентоні Сенен (Anthony Senen);
- 2014 — «Escaping Riga» (Латвія). В ролі Ейзенштейна — Міхаілс Карасіковс.
- 2015 — «Эйзенштейн в Гуанахуато»[13] (Голландія, Бельгія та Мексика). В ролі Ейзенштейна — Ельмер Бек (Elmer Bäck);
- 2015 — «Орлова і Олександров». В ролі Ейзенштейна — Віталий Хаєв;
- 2016 — «Escaping Riga» (Латвія). В ролі Ейзенштейна — Міхаілс Карасіковс.

### Документалістика
- 1958 — «Сергій Ейзенштейн» (в оригіналі — «Сергей Эйзенштейн»), режисер Василій Катанян;
- 1990 — «Сергій Ейзенштейн: Уроки монтажу» (в оригіналі — «Сергей Эйзенштейн: Уроки монтажа»), режисер Вадим Чубасов; навчальний фільм по монтажу; на замовлення Київського Державного інституту театрального мистецтва ім. І. К. Карпенко-Карого;
- 1998 — «Дім майстра» (в оригіналі — «Дом мастера»), режисер Маріанна Кірєєва;
- 2006 — «Сергій Ейзенштейн. Мексиканська хвороба» (в оригіналі — «Сергей Эйзенштейн. Мексиканская болезнь»), режисер Ігор Романовський.